# Bér
Bér es un pueblo ubicado en el condado de Nógrád, Hungría.

## Superficie
Posee una superficie de 25,49 kilómetros cuadrados.

## Demografía
Hasta 2021 la población era de 375 habitantes, con una densidad de población de 14,71 habitantes por kilómetro cuadrado.